# 폰 빌레브란트 병

폰 빌레브란트 병(Von Willebrand disease, VWD)은 인간에게 발병하는 가장 흔한 유전성 응고장애 질환이다. 유전 외 다른 의학적 질환에 의해 발생하는 경우도 있다. 본 빌레브란드 병의 3가지 유형이 있다. (VWD 제1형, VWD 제2형, VWD 제3형) 제2형은 다양한 아형이 있다.
VWD 제1형은 가장 흔한 형태의 질환이며 코피와 같은 사소한 출혈 증상을 보이지만 심각한 증상이 발생할 수도 있다.
VWD 제2형은 두 번째로 흔한 질환이며 중증도의 증상을 보인다.
이 병증의 이름은 1926년 이 질환을 기술한 핀란드의 의사 에리크 아돌프 폰 빌레브란트의 이름에서 유래했다. VWD의 진단과 관리에 관한 가이드라인은 2021년에 업데이트되었다.

## 같이 보기
- 자반증